# Bostrychoplites arabicus
Bostrychoplites arabicus is een keversoort uit de familie boorkevers (Bostrichidae). De wetenschappelijke naam van de soort is voor het eerst geldig gepubliceerd in 1934 door Lesne.